# Segada

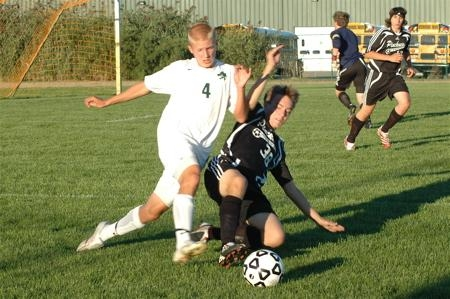
El jugador vestit de negre està realitzant una segada per arrabassar la pilota del jugador vestit de blanc.

Una segada és un moviment que consisteix a llançar-se i lliscar per terra per treure la pilota al jugador que la té, tot tombant-lo. Aquest concepte, anomenat en anglès tackle, s'utilitza majoritàriament en l'àmbit futbolístic, perquè com que la pilota acostuma a anar rodant pel camp, hi ha més possibilitats de recuperar la possessió. Ara bé, en cas de no tocar bola i cometre una falta sobre el rival, sovint se sanciona amb targeta groga o vermella a causa de la perillositat de l'acció.